# Thermisch centrum
Een thermisch centrum is in de natuurkunde een punt in een voorwerp dat bij uitzetting en inkrimping door temperatuursveranderingen stabiel blijft.

## Definitie
Bij temperatuurwisselingen verandert een voorwerp van vorm. Het voorwerp zet uit of het krimpt. Deze uitzetting of krimp veroorzaakt een verplaatsing van alle deeltjes van het voorwerp in de ruimte ten opzichte van een bepaald vast punt ten opzichte van de omgeving. Dit punt wordt het thermisch centrum genoemd.

## Toepassing
Bij een constructie waarin een hoge nauwkeurigheid vereist is, wordt bij het samenstellen van de onderdelen gebruik gemaakt van een bij het ontwerpen reeds bepaald thermisch centrum. Hierdoor is het mogelijk om een hoge positienauwkeurigheid te realiseren. Het thermisch centrum als constructieprincipe wordt bijvoorbeeld vaak toegepast bij optische precisie-instrumenten, zoals telescopen en waterpasinstrumenten.
Zo kan men vermijden dat er bij temperatuurveranderingen inwendige spanningen in de constructie ontstaan die de plaatsnauwkeurigheid negatief beïnvloeden. Bij een bimetaal maakt men juist wel gebruik van deze spanningen.
Wanneer een voorwerp op een vlakke tafel ligt, zal bij verwarming van het voorwerp de uitzetting in alle richtingen, met uitzondering van het tafelvlak, plaatsvinden. Het tafelvlak is hier als het ware het thermisch centrum (thermisch vlak) voor dit voorwerp. In het ontwerpproces moet men er echter wel rekening mee houden dat verwarming van het tafeloppervlak gevolgen kan hebben voor de constructie.

## Theorie

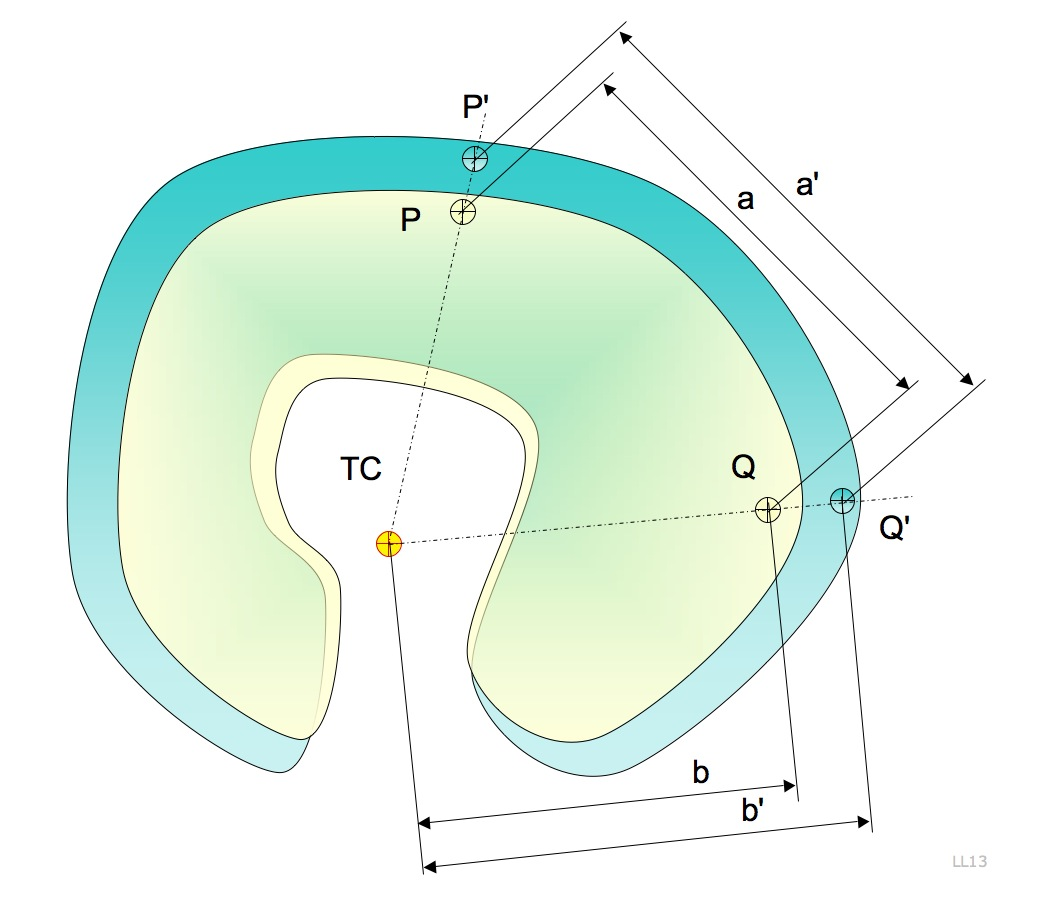
Het thermisch centrum (TC) ligt hier buiten het voorwerp.

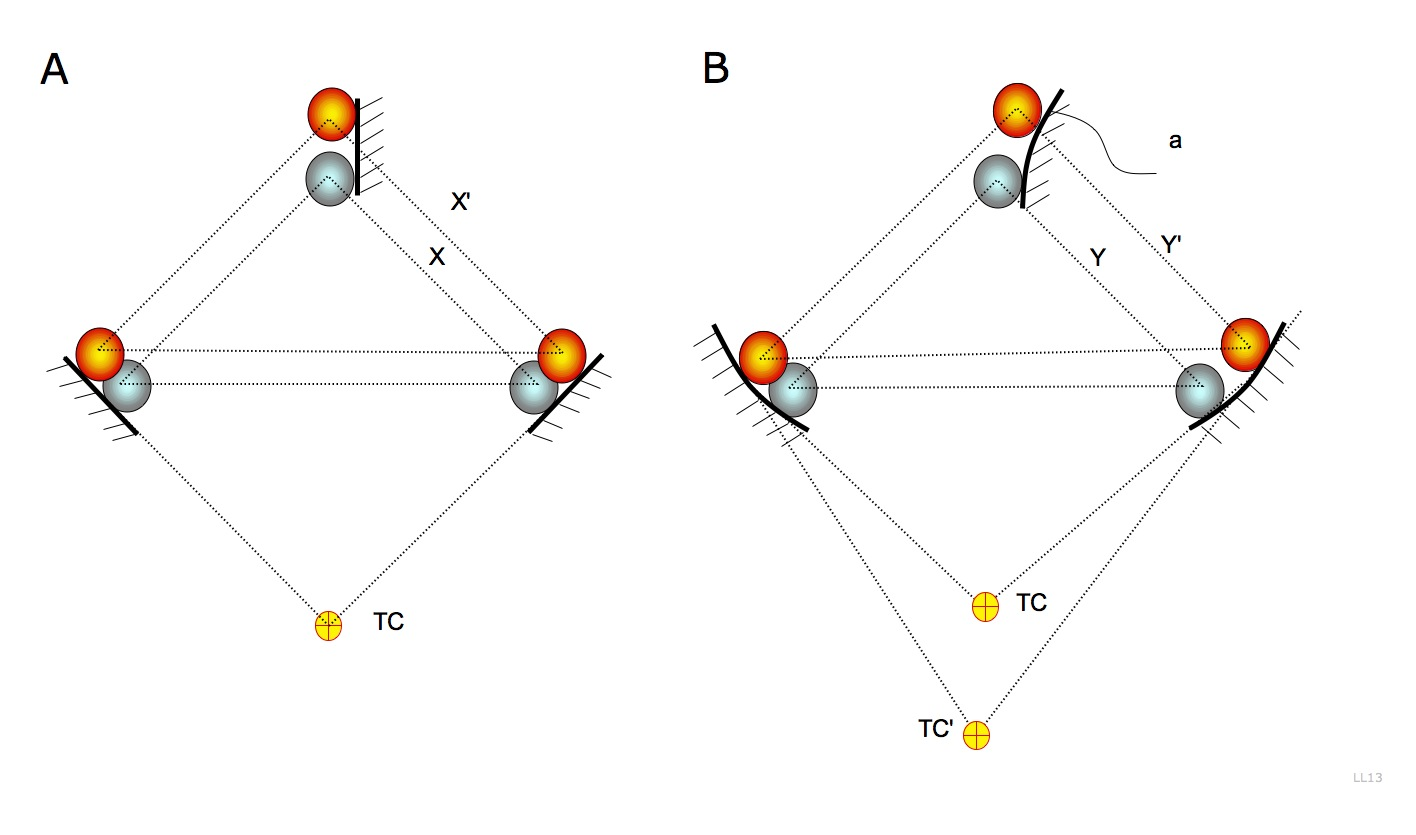
Illustratie van de invloed van de nauwkeurigheid van een vrijheidsgraad op de positie van het thermisch centrum (TC). A heeft een thermisch centrum, in B is het thermisch centrum niet bepaald.

Mits het gaat om een homogeen voorwerp met homogene thermische eigenschappen (isotroop) en de temperatuurverandering gelijkmatig over het gehele voorwerp verdeeld is, zal elk punt van het voorwerp ten opzichte van het thermisch centrum dezelfde relatieve verplaatsing ondergaan. Het thermisch centrum is afhankelijk van de vrijheidsgraden van het voorwerp, dat wil zeggen het aantal richtingen waarin het voorwerp kan bewegen. Bij slecht gekozen vrijheidsgraden zal het thermisch centrum bij een temperatuurverandering van plaats veranderen.
In de eerste figuur is een willekeurige vorm weergegeven, met de punten P en Q. Na verwarming van het voorwerp zullen deze punten verder uit elkaar komen te liggen. Dit is in de figuur weergegeven met a en a'. Door een denkbeeldige lijn door de punten P, P' en Q, Q' te trekken, ontstaat in het snijpunt het thermisch centrum TC. Dit snijpunt kan, zoals in de figuur afgebeeld, buiten het voorwerp liggen.
In de tweede figuur is onder A een constructie in de vorm van een driehoek weergegeven (de blauwe punten). Bij een volumeverandering van de constructie, weergegeven met rode punten, wordt de constructie gedwongen zich in een vooraf opgelegde richting te bewegen. Deze richting kan men zich voorstellen door in de figuur vanuit het thermisch centrum TC een denkbeeldige lijn naar elk constructiedeel te trekken. In de figuur is de verplaatsing, omwille van de eenvoud, in twee dimensies weergegeven. In werkelijkheid is er een beweging in drie dimensies. Als in een constructie de contactvlakken waarin de constructie zich kan verplaatsen niet goed gedefinieerd zijn, zal het thermisch centrum zich verplaatsen. Dit is weergegeven in de figuur onder B.